# 지노로
지노로(영어: Zinoro, 중국어: 之诺)는 2013년에 런칭한 BMW 브릴리언스 소유의 럭셔리 자동차 브랜드이다.

## 차종

### 지로노 1E
BMW X1(E84)을 기반으로 한 순수 전기 크로스오버로, BMW 브릴리언스의 새로운 브랜드의 첫 번째 제품이자 중국 프리미엄 제조업체의 첫 번째 신에너지 차량(NEV)이다. 2013년 광저우 오토쇼에서 공개되었다.

### 지로노 60H
2016년에 출시된 지노로 컨셉트 넥스트가 선보인 2세대 BMW X1 롱 휠베이스를 기반으로 한 플러그인 하이브리드 전기 자동차이다.

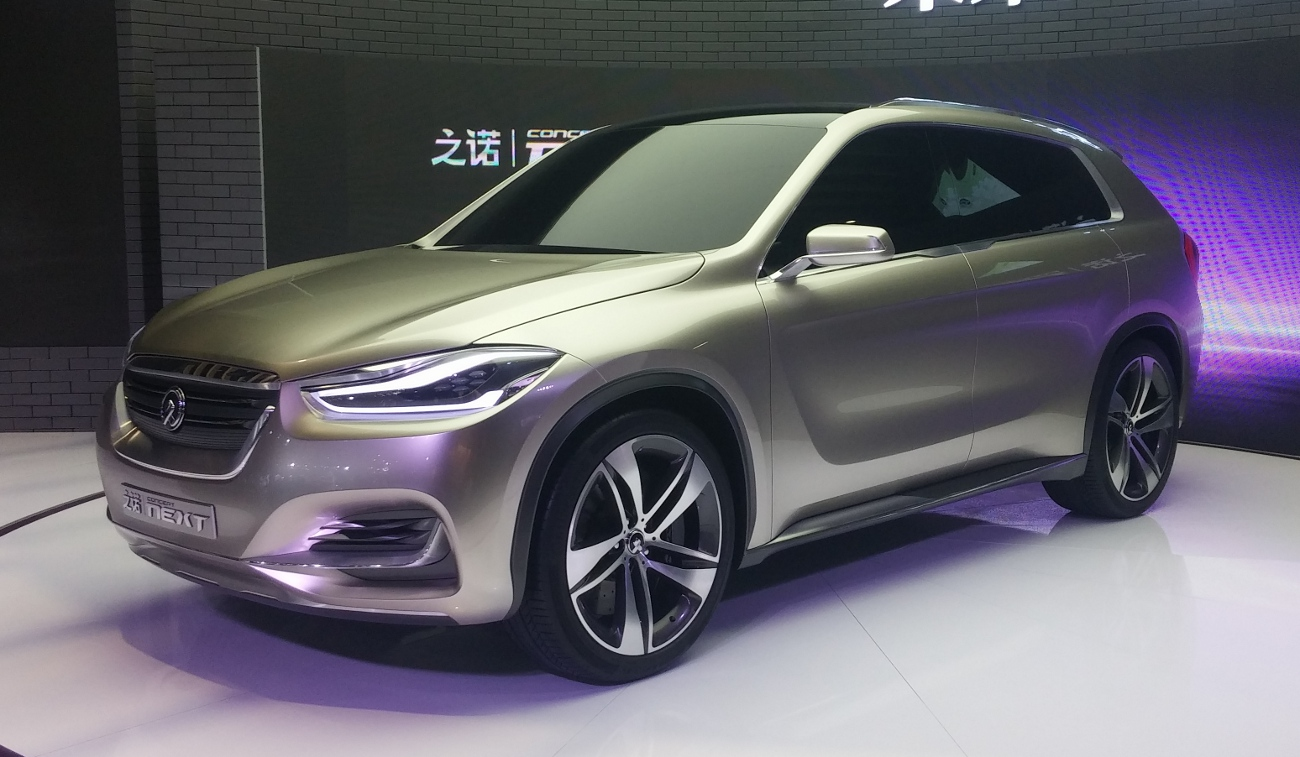
지로노 컨셉트 넥스트의 앞면
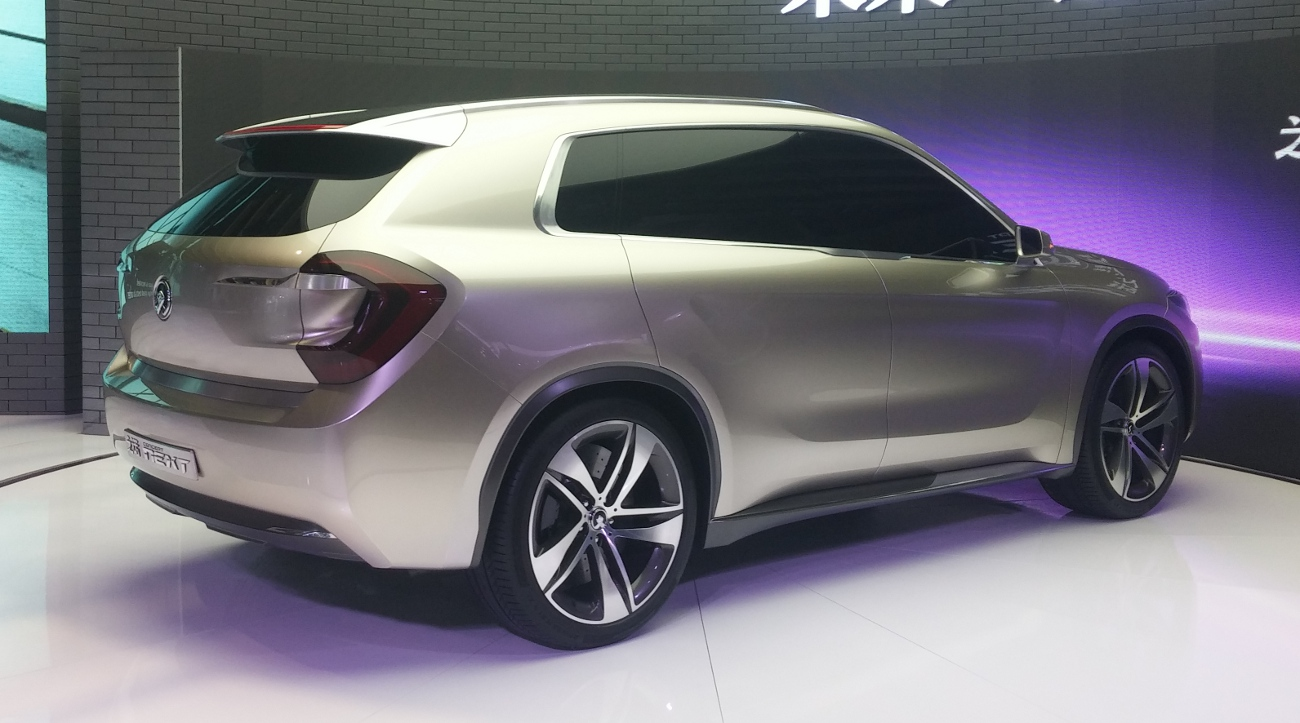
지로노 컨셉트 넥스트의 뒷면
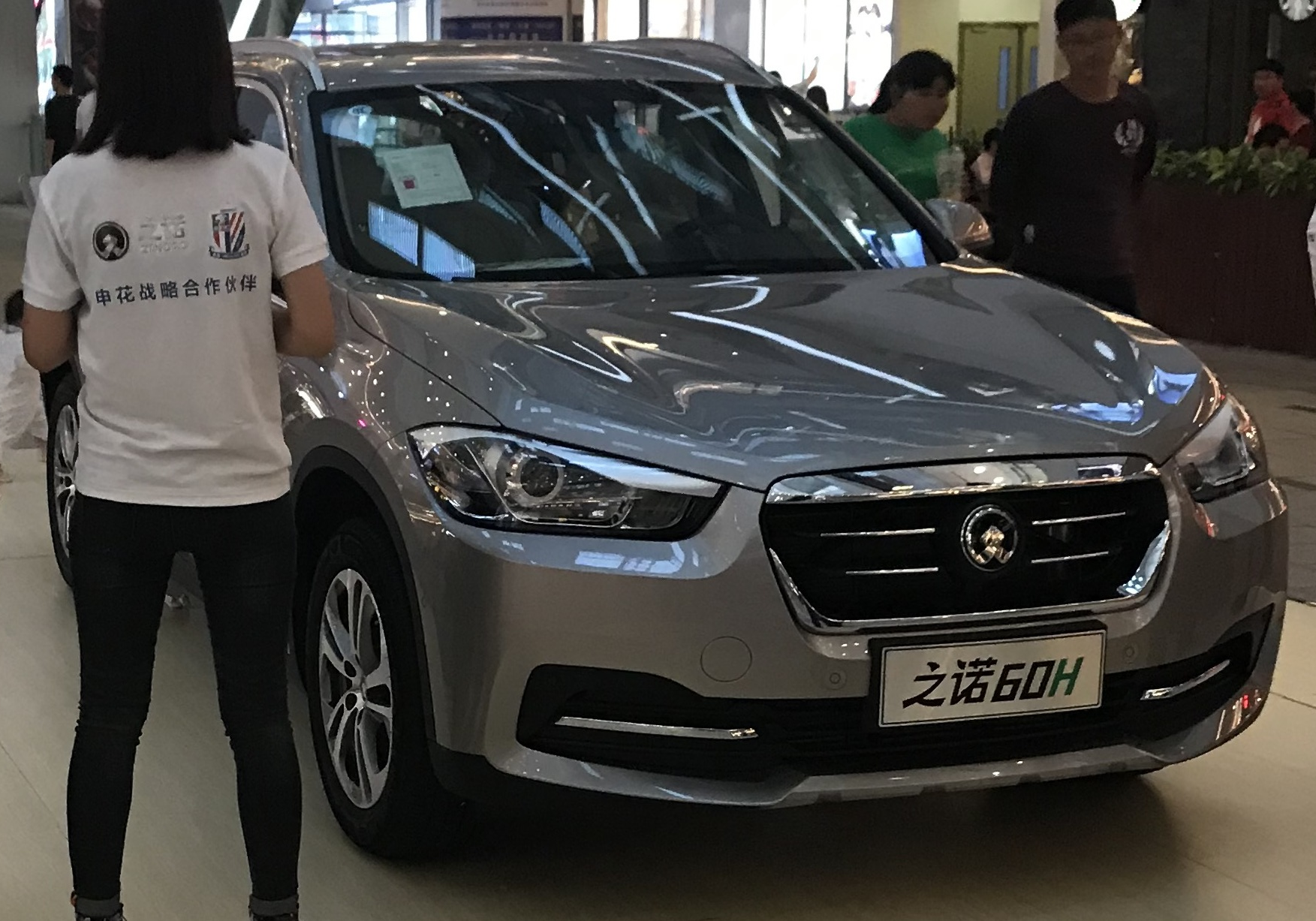
지로노 60H
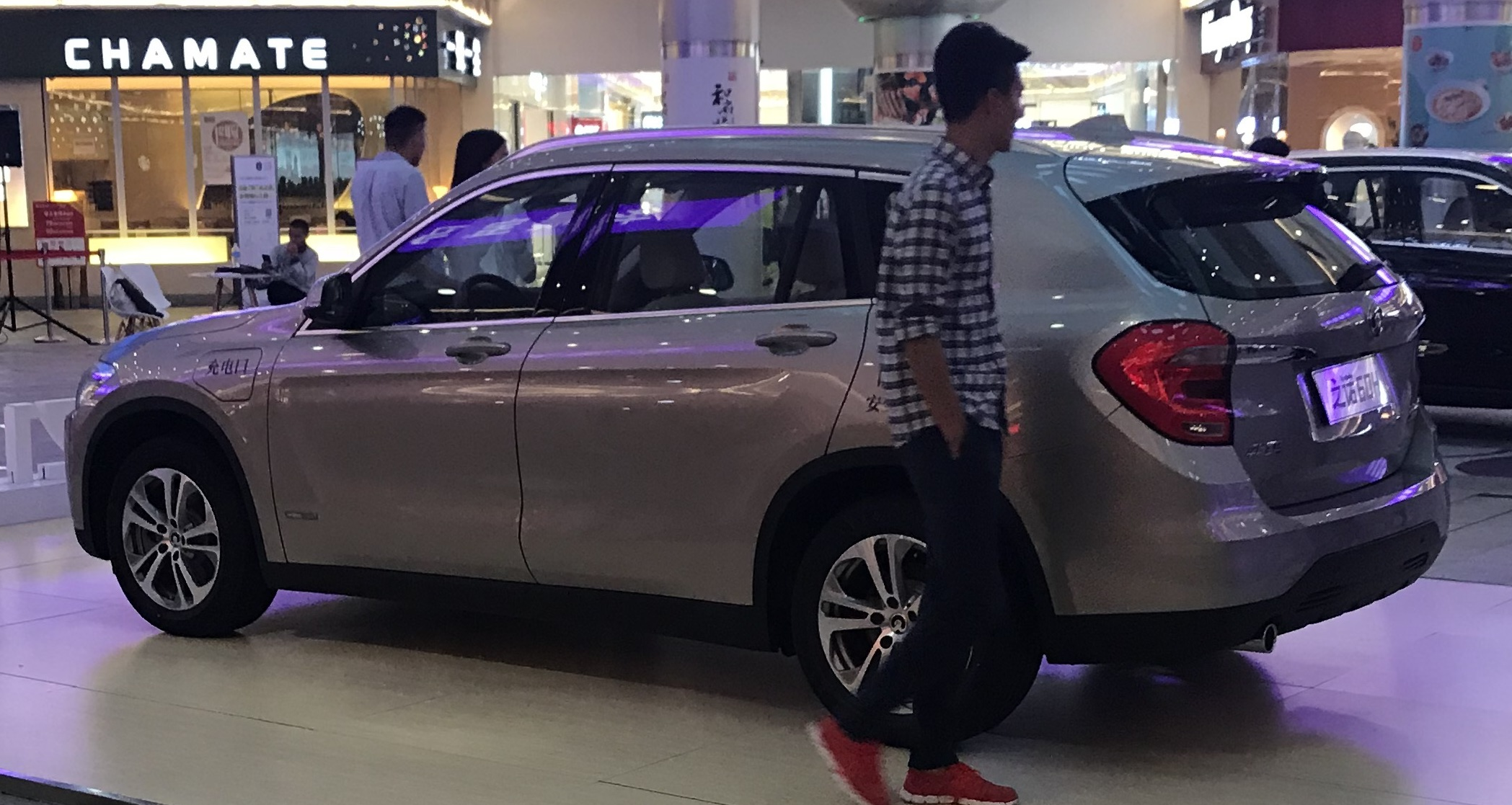
지로노 60H의 측면